# Simplificatie
Simplificatie of vereenvoudiging is de reductie van een complex systeem om deze bevattelijk te maken. Hoewel interpretatie noodzakelijk is om tot een begrip van een situatie te komen, gaat hierbij informatie verloren, wat betekent dat de werkelijke situatie verschilt van de interpretatie. Het wordt wel pejoratief gebruikt als de complexiteit dusdanig is gereduceerd dat de simplificatie de werkelijkheid al te veel geweld aandoet.
Albert Einstein zou hebben gezegd:
The grand aim of all science is to cover the greatest number of empirical facts by logical deduction from the smallest number of hypotheses or axioms (Het grote streven van alle wetenschap is het grootste aantal empirische feiten te omvatten door logische deductie uit het kleinste aantal hypothesen of axioma's)
wat wel wordt vereenvoudigd tot:
Things should be made as simple as possible, but not simpler (Zaken zouden zo eenvoudig mogelijk gemaakt moeten worden, maar niet eenvoudiger).